# Jules et Jim (film)
Cet article concerne le film. Pour l'article sur le roman, voir Jules et Jim (roman).
Pour plus de détails, voir Fiche technique et Distribution.
Jules et Jim est un film français réalisé par François Truffaut, sorti en 1962. Il s'agit d'une adaptation du roman du même nom de Henri-Pierre Roché, publié en 1953.
Paris, avant la Première Guerre mondiale. Jim, un Français, et Jules, un Autrichien, sont des amis inséparables. Ils tombent amoureux de la même femme, Catherine, mais c'est Jules que Catherine épouse. Après la guerre, Jim rejoint le couple en Allemagne. Catherine avoue qu'elle n'est pas heureuse avec Jules, lequel accepte que sa femme prenne Jim pour amant. Mais Catherine est éternellement insatisfaite et change sans cesse d'avis sur son choix amoureux.

## Synopsis
Jules et Jim sont deux personnages très proches au début du film, leur relation fait même naître certaines[évasif] rumeurs dans Paris. Toutefois, lorsqu'ils partent en vacances avec Catherine, les deux personnages deviennent distants et leur amitié cède place au trio, les deux hommes tombant amoureux de Catherine. Il existe une part de fatalité dans la première moitié du film, lorsque Jules avertit Jim que Catherine sera sa femme et qu'en conséquence il ne doit pas la séduire. Le spectateur prend immédiatement conscience de l'aspect tragique du film. Catherine choisit finalement Jules et se marie avec lui. Mais l'amitié entre les deux hommes perdure. S'ensuit une période trouble durant la Première Guerre mondiale où les deux amis sont hantés par la peur de se tuer l'un l'autre au combat. Après l'Armistice, Jim rejoint ses amis dans leur chalet allemand et il apprend que le couple va mal et que Catherine a pris des amants. Ils vivent tous ensemble et la complicité entre Jim et Catherine devient croissante, ils en viennent à désirer un enfant. Toutefois, le couple qu'ils forment ne dérange pas Jules, même s'ils habitent tous sous le même toit, Jules promettant d'aimer Catherine quoi qu'il advienne. La fougue et la passion liant les deux amants s'estompe et laisse place à un climat tendu et orageux où Catherine menace de tuer Jim. Le pire ne peut être évité : elle se donne la mort avec celui-ci en empruntant un pont détruit au volant de sa nouvelle automobile et en négligeant de freiner à l'extrémité de la chaussée. Jules assiste impuissant à la catastrophe.

## Fiche technique
- Réalisation : François Truffaut, assisté de Robert Bober et Florence Malraux (non crédités)
- Scénario : François Truffaut, Jean Gruault, d'après le roman d'Henri-Pierre Roché
- Musique : Georges Delerue ; la chanson Le Tourbillon est de Cyrus Bassiak (pseudonyme de Serge Rezvani).
- Photographie : Raoul Coutard
- Photographe de plateau : Raymond Cauchetier
- Décors : Fred Capel
- Son et script : Florence Malraux
- Montage : Claudine Bouché
- Production : Marcel Berbert
- Pays d'origine :  France
- Format : noir et blanc - 35 mm (procédé Franscope)
- Genre : drame
- Durée : 102 minutes
- Date de sortie :
  - France : 24 janvier 1962

## Distribution
- Jeanne Moreau : Catherine
- Oskar Werner : Jules, l'Autrichien
- Henri Serre : Jim, le Français
- Marie Dubois : Thérèse
- Cyrus Bassiak (Serge Rezvani) : Albert, le guitariste
- Sabine Haudepin : Sabine
- Annie Nelsen : Lucie
- Vanna Urbino : Gilberte
- Bernard Largemains : Merlin
- Dominique Lacarrière : une des femmes
- Jean-Louis Richard : un client du café
- Michel Varesano : un client du café
- Elen Bober : Mathilde
- Christiane Wagner
- Michel Subor : voix du narrateur

## Distinctions
- 1962 :
  - Grand Prix de l'académie du cinéma
  - Prix de la mise en scène au festival de Mar del Plata
- 1963 :
  - Ruban d'argent décerné par le syndicat national italien des journalistes de film
  - Meilleur film européen aux Bodil Awards

## Tournage et lieux

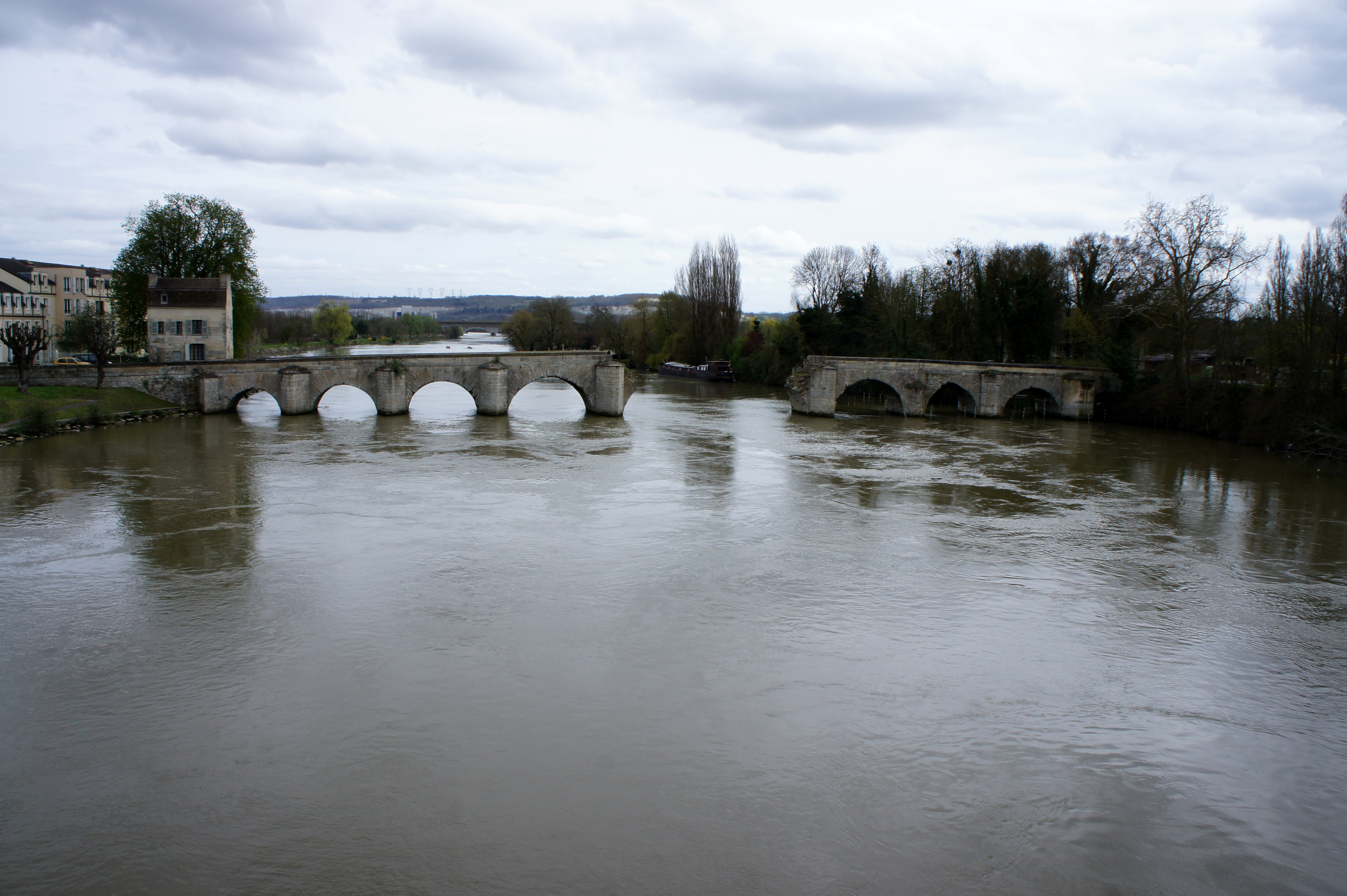
Le vieux pont sur la Seine, entre Limay et Mantes-la-Jolie (Yvelines) ; les arches restantes sont côté Limay.

Le tournage se déroule du 10 avril au 28 juin 1961.
- La passerelle Valmy, qui se trouve au bout de la rue de Valmy et enjambe les voies ferrées, à Charenton-le-Pont, a servi de décor lors de la célèbre scène de course entre les trois protagonistes. Elle a été reconstruite depuis et n'arbore plus le grillage fermé visible dans le film.
- La séquence des tranchées a été tournée dans les ruines des remparts et du château médiéval de Beaumont-sur-Oise
- Le cimetière militaire que Jim visite avant de rendre visite à Jules et Catherine est le cimetière du Vieil-Armand (Hartmannswillerkopf), situé dans le Haut-Rhin[réf. souhaitée].
- Le chalet où Jim rejoint Jules et Catherine, supposé se situer en Allemagne dans le film, est le refuge Sihlbach du Molkenrain, en Alsace au pied du Vieil-Armand[1],[2].
- La séquence de la petite promenade à un barrage et à son lac dans la brume a été tournée au lac de la Lauch. Le parapet du barrage a été refait depuis le tournage du film[3].
- L'ancienne ligne ferroviaire du Haut-Florival et la gare de Lautenbach apparaissent également dans le film[4].
- Le moulin dans lequel vivent Catherine et Jules de retour en France est le moulin d'Andé situé dans l'Eure.
- La scène finale de la voiture a été tournée sur le vieux pont de Limay à Mantes-la-Jolie (Yvelines)[5].

## Musique du film
- La musique du film a été composée par Georges Delerue, à l'exception de la chanson Le Tourbillon, écrite par Serge Rezvani (paroles et musique).
- Serge Rezvani joue le personnage d'Albert, qui dans le film écrit la chanson Le Tourbillon pour Catherine. Serge Rezvani avait en fait écrit cette chanson quelques années plus tôt, en référence justement au couple que formaient Jeanne Moreau et son compagnon de l'époque Jean-Louis Richard (qui, dans le film, joue le client du café), et qui était aussi le meilleur ami de Serge dans la vie[6].

## Analyse

### Adaptation
Jules et Jim constitue un parti pris esthétique de François Truffaut. Plutôt que de remplacer les scènes difficilement adaptables du roman par des scènes équivalentes, procédé qu'il avait dénoncé dans un article célèbre « Une certaine tendance du cinéma français », François Truffaut a préféré faire lire en voix off des passages du roman de Henri-Pierre Roché par Michel Subor. Ce procédé permet de rendre à l'écran la saveur littéraire du roman.
Plusieurs éléments ont été modifiés entre le roman et le film :
- Le personnage de Kathe devient Catherine et elle passe de la nationalité allemande dans le roman à la nationalité française dans le film.
- Dans le roman, Kathe a deux enfants alors qu'elle n'a qu'une fille dans le film.